# Estación de Hüttlingen-Mettendorf
La estación de Hüttlingen-Mettendorf es una estación ferroviaria de la comuna suiza de Hüttlingen, en el Cantón de Turgovia.

## Historia y situación
La estación de Hüttlingen-Mettendorf fue abierta en el año 1855 con la apertura al tráfico ferroviario de la línea que unía a Winterthur con Romanshorn, del Schweizerische Nordostbahn (NOB), y en 1902 se integró en los SBB-CFF-FFS.
La estación se encuentra ubicada en el norte de los núcleos urbanos de Hüttlingen y de la localidad de Mettendorf, estando situada a las afueras de los mismos. Tiene un total de dos andenes laterales a los que acceden un total de dos vías pasantes.
La estación está situada en términos ferroviarios en la línea férrea Winterthur - Romanshorn. Sus dependencias ferroviarias colaterales son la estación de Felben-Wellhausen hacia Winterthur y la estación de Müllheim-Wigoltingen en dirección Romanshorn.

## Servicios ferroviarios
Los servicios son prestados por SBB-CFF-FFS:

### S-Bahn Zúrich
La estación está integrada dentro de la red de trenes de cercanías S-Bahn Zúrich, y en la que efectúan parada los trenes de varias líneas pertenecientes a S-Bahn Zúrich:
- S 8 Weinfelden – Winterthur – Wallisellen – Zúrich HB – Thalwil – Pfäffikon SZ
- S 30 Winterthur – Frauenfeld – Weinfelden (– Romanshorn – Rorschach)